# 中川明
中川明（なかがわ　あきら、1941年8月23日-　）は、日本の弁護士。

## 来歴
新潟県佐渡出身。1964年京都大学法学部卒業。68年同大学院法学研究科修士課程修了。1970年弁護士登録。1993-95年日本弁護士連合会子どもの権利委員会委員長。1997-2002年北海道大学法学部・同大学院法学研究科教授。2004-12年明治学院大学大学院法務職研究科教授。麹町中学校内申書事件裁判、自衛官護国神社合祀事件裁判、必殺宙ぶらりん裁判、小岩小学校日曜参観授業事件訴訟などで活動。子どもオンブズマン研究会代表。

## 著書
- 『学校に市民社会の風を 子どもの人権と親の「教育の自由」を考える』筑摩書房 1991
- 『寛容と人権 憲法の「現場」からの問いなおし』岩波書店 2013

### 共編著
- 『マイノリティの子どもたち』編 明石書店 子どもの人権双書 1998
- 『イジメと子どもの人権』編 信山社出版 イジメブックス イジメの総合的研究 2000
- 『宗教と子どもたち』編 明石書店 子どもの人権双書 2001
- 『思春期・青年期サポートガイド 困った!に応え、自立を励ます』太田政男,小島喜孝,横湯園子共編著 新科学出版社 2007